# Amarra de tripé

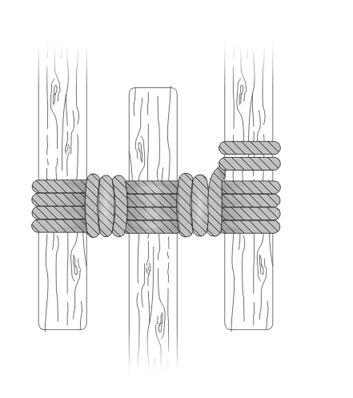
Amarra de tripé.

A amarra de tripé é usada geralmente para construção de tripés em acampamentos para segurar lampiões.
Inicia-se esta amarra dispondo três hastes de madeira paralelamente, e fixa-se o cabo a uma delas com o nó Volta do Fiel ou Volta da ribeira. O cabo então é passado alternadamente por cima e por baixo de cada uma das três hastes. O enforcamento enforcamento (aperto da amarra) não é essencial, pois o próprio ajuste do tripé, que se dá girando a haste do meio, já prende a amarra satisfatoriamente.